# Opus sectile
Opus sectile je oblika pietra dura, popularizirana v starodavnem in srednjeveškem rimskem svetu, kjer so materiale rezali in vgrajevali v stene in tla, da bi naredili sliko ali vzorec. Pogosti materiali so bili marmor, biserovina in steklo. Materiali so bili narezani na tanke kose, polirani, nato pa še obrezani po izbranem vzorcu. Za razliko od tehnik teseliranega mozaika, kjer postavitev zelo majhnih enotno velikih kosov tvori sliko, so kosi opus sectile veliko večji in jih je mogoče oblikovati tako, da definirajo velike dele dizajna.

## Izvor in razvoj

### Prvi primeri
Zgodnji primeri so bili najdeni v Egiptu in Mali Aziji
Herodov tempelj v Jeruzalemu je bil zgrajen v drugi polovici 1. st. pr. n. št in v prvi polovici 1. st. pr. n. št.. Nedavno delo Projekta Temple Mount Sifting je pridobilo dovolj kosov poliranih kamnitih trikotnikov in kvadratov s Herodovega Tempeljskega griča za rekonstrukcijo geometrijskih vzorcev talne obloge opus sectile. Dokazi o geometričnih opus sectile nadstropjih prihajajo tudi iz herodijanskih palač na Cipru, v Cezareji Maritimi, Herodionu, Jerihu, Maheronu, Masadi, Tiberiji in iz herodijanske gradnje v Baniasu, kjer so opus sectile sestavljali osmerokotniki, kvadrati in trikotniki.

### Zlata doba: Rim in Vzhodno cesarstvo
Najvidnejši artefakti ostajajo iz Rima iz 4. stoletja. Ohranil se je velik komplet iz bazilike Junija Basa, ki prikazuje dovršen voz in druge podobe. Priljubljenost okrasja opus sectile se je nadaljevala v Rimu skozi 6. stoletje in prizadela območja vse do Konstantinopla (zdaj Carigrad v Turčiji). Posebej izjemna je serija plošč iz 4. stoletja n. št. v steklenem opus sectile, najdenih v možnem svetišču Izide v vzhodnem korintskem pristanišču Kenchreai, med izkopavanji, opravljenimi v 1960-ih; vključujejo prizore znanih avtorjev, kot sta Homer in Platon, prizore nilske pokrajine, pristaniška mesta in geometrijske plošče.

#### Primeri
- Marmorni talni vložek, Hadrijanova vila (začetek 2. stoletja)
- Rastlinski vzorec. Rimska umetnina, 2. st., verjetno iz vile Lucija Vera v Acquatraversi. Na razstavi v Palazzo Massimi alle Terme
- Starorimski zvezdasti opus sectile, vstavljen v mozaični tlak (Arheološki muzej, Oglej)
- Bazilika Junija Basa

### Poznejša uporaba

#### Bizantinsko cesarstvo
Čeprav je tehnika umrla v Rimu s propadom cesarstva, se je še naprej močno uporabljala v bizantinskih cerkvah, predvsem pri načrtovanju tal.

#### Srednjeveška Italija
Iz Bizanca so ga sčasoma prinesli nazaj na Sicilijo in italijansko celino v 12. stoletju kot kozmatski slog, ki se osredotoča na geometrijske vzorce.

#### Italijanska renesansa
Iz italijanske renesanse (14.–17. stoletje) je prišlo do velikega preporoda v obliki dela pietra dura, čeprav je to običajno sestavljeno iz veliko manjših kompozicij in se uporablja predvsem na pohištvu

#### Intarzija
Arhitekturna dela iz poznejših obdobij se običajno imenujejo intarzija.

#### 19. Stoletje v Angliji
V Angliji so to tehniko v poznem 19. stoletju obudili umetniki, ki so delovali v gibanju Arts and Crafts. Charles Hardgrave, čigar načrte so izvedli James Powell & Sons v Whitefriars Glass Works, je bil znan oblikovalec v tej tehniki.